# Tallören, Åland
Tallören är ett skär i Åland (Finland). Det ligger i Skärgårdshavet och i kommunen Vårdö i landskapet Åland, i den sydvästra delen av landet. Ön ligger omkring 35 kilometer nordöst om Mariehamn och omkring 250 kilometer väster om Helsingfors.
Öns area är 3,4 hektar och dess största längd är 310 meter i öst-västlig riktning. Trakten är glest befolkad. Närmaste större samhälle är Saltvik, 19,8 km väster om Tallören.